# Майхровська Жанна Силівна
Жанна Силівна Майхровська (2 січня 1946 , Кіровоград  — 18 лютого 2013 , Кіровоград ) — українська майстриня шиття. Член Національної спілки майстрів народного мистецтва України.

## Біографія
У 1962—1970 рр. Жанна Майхровська була солісткою заслуженого танцювального ансамблю "Ятрань". У 1968 році закінчила Київський торговельно-економічний інститут . У 1971—1990 роках працювала економістом у Єревані. З 1990 року — директорка фірми «Простір». В 1994 році заснувала підприємство «Золоте шиття», ставши її директором .
З 1999 року постійна учасниця обласних, всеукраїнських та зарубіжних художніх виставок, у тому числі й персональних. Відновила технологію древнього шиття канителей .
Вишивала переважно ікони, мітри, корогви. Використовувала золоту, срібну та кольорову канітелі, оксамит та парчу; твори інкрустувала гранатами, аметистами, перлами, бірюзою, нефритами, цирконієм .

## Творчість
- мітри (1999—2008);
- ікони: «Богородиця Віленська» (1999), «Богородиця Володимирська» (2002), «Неопалима купина», «Богородиця Казанська» (обидві — 2004), «Святий князь Володимир» (2008), «Богородиця Остробрамська» (2); «Хачкар (хрест-камінь)» (2012)[1] .

## Пам'ять
У 2013 році було створено музей, який носить її ім'я .

## Нагороди
- Орден княгині Ольги 3-го ступеня (2001)[2] ;
- Орден княгині Ольги 2-го ступеня (2011)[3] .